# Rodgers Lee Grant
Rodgers Lee Grant (* 18. Januar 1936 in Harlem/New York; † 12. April 2012 in Paulding, Ohio) war ein US-amerikanischer Jazzpianist, Arrangeur und Komponist.

## Leben und Wirken
Grant wurde 1963 durch den Hit Yeh! Yeh! bekannt und war langjähriger Pianist in der Band von Mongo Santamaría, zu hören auf dessen Columbia-Alben  La Bamba (1965), Mongomania (1967), Soul Bag (1968), Workin’ on a Groovy Thing und Stone Soul (1969). Er arbeitete daneben als Hotelpianist und wirkte u. a. bei Aufnahmen von George Benson (Tell It Like It Is), Esther Phillips (Confessin’ the Blues, 1976) und Hubert Laws (In the Beginning, 1974 und Flute By-Laws) mit. 
Den Song Yeh! Yeh! komponierte er 1963 zusammen mit dem Sun-Ra-Saxophonisten Pat Patrick. Der Sänger Jon Hendricks schrieb dazu einen Songtext und spielte eine eigene Coverversion ein. 1964 war der Song ein internationaler Erfolg für Georgie Fame und the Blue Flames; später wurde er auch von Künstlern wie They Might Be Giants, Matt Bianco, Tuck & Patti, Lasse Mårtenson oder Van Morrison interpretiert. Grant komponierte und arrangierte auch die Titel Sweet 'Tater Pie (für Santamaria), Triple Threat (interpretiert u. a. von Sonny Fortune), Morning Star (u. a. Stan Getz) und Just Say Goodbye (u. a. von Dave Pike und Esther Phillips).